# Адедеджи, Адебайо
Аарон Адедеджи («Adebayo Adedeji»; 21 декабря 1930 — 25 апреля 2018) — нигерийский экономист и политический деятель.

## Биография
Родился в городе Иджебу-Оде, Нигерия. Окончил Ибаданский (1954), Лестерский (Великобритания, 1958) университетские колледжи, Гарвардский университет (США, 1961). С 1963 года заместитель директора, с 1967 директор Административного института при университете в Ифе, профессор (1968). Федеральный комиссар (министр) экономического развития и реконструкции (1971—1975). Глава Нигерийского экономического союза (1971—1972). Президент Африканской ассоциации государственной администрации и управления (1974). Вице-президент (1970) Ассоциации административных школ и институтов Международного института по управлению. Исполнительный секретарь ЭКА (1975—1978), заместитель Генерального секретаря ООН (1978—1991).
Автор работ по экономическим, административно-управленческим и валютно-финансовым проблемам развивающихся стран. Главное место в работах занимают вопросы государственного управления, африканизации управленческого аппарата, подготовки национальных административных кадров, развития финансов и денежного обращения.

## Публикации
- Africa Within the World: Beyond Dispossession and Dependence (1991)
- South Africa and Africa: Within or Apart? (1996)
- Nigeria: Renewal From the Roots? The struggle for Democratic Development (1997)
- Comprehending and Mastering African Conflicts — The Search for Sustainable Peace & Good Governance (1999)
- People-Centred Democracy in Nigeria? The Search for Alternative Systems of Governance (2000)